# American Pie Presents: The Book of Love
American Pie Presents: The Book of Love es va estrenar el 2009 i és la setena entrega de la saga American Pie, va ser dirigida per John Putch i escrita per David H. Steinberg.

## Argument
Després de 10 anys des de la primera pel·li, Rob (Bug Hall), Nathan (Kevin M. Horton) i Lube (Brandon Hardesty) són tres amics verges de la preparatòria d'East Great Falls que es proposen com a missió aconseguir l'èxit entre les noies. Després de diversos intents fallits, accidentalment descobreixen oculta en una biblioteca la "Bíblia del Sexe"; una llegendària guia sobre la seducció que conté multitud de secrets per a l'èxit sexual, escrita per alumnes de les generacions anteriors de l'escola. Més tard descobreixen que aquesta passa de generació en generació i ells hauran escriure la seva pròpia història. Però algunes pàgines perdudes conduiran a divertides sorpreses per a tots, inclosos els ex alumnes.

## Repartiment
- Eugene Levy com a Noah Levenstein
- Bug Hall com a Rob
- Kevin M. Horton com a Nathan
- Brandon Hardesty com a Lube
- Beth Behrs com a Heidi
- Louisa Lytton com a Imogen
- John Patrick Jordan com a Scott Stifler
- Melanie Papalia com a Dana
- Jennifer Holland com a Ashley
- Cindy Busby com a Amy
- Naomi Hewer com a Alyson
- Nicolas Rolon Curioni com a Cody
- Adrienne Carter com a Katie
- Edwin Pérez com a Gibbs
- Curtis Armstrong com a Mr. O'Donnell
- Kevin Federline com el Guàrdia
- Rosanna Arquette com la Mare de Rob
- Bret Michaels com ell mateix
- Dustin Diamond com a Dustin Diamond
- Shedrick Means com a Shedrick Means

## Banda sonora
1. "Oh Yeah" by Yello
2. "Something in Your Mouth" by Nickelback
3. "Sexy Little Thing"/"Miss Cindy" by The High Decibels
4. "Smoke Alarm" by Freddy Rawsh
5. "Hot N Cold" by Katy Perry
6. "Dance Dance" by Fall Out Boy
7. "Turn it Down" by Sideway Runners
8. "Hypnotik" by Roobie Breastnut
9. "Beer" by Ace Baker
10. "How Do I Know" by Wanda Bell
11. "When You Want Some Uh Uh" by Nio Renee Wilson
12. "Get Loose the Remix" by Quanteisha
13. "Pauline" by The High Lonesome
14. "Katmandu" by Sam Morrison
15. "1969" by Dr. Hollywood
16. "Body Language" by Isaac Hayes
17. "If Something's Wrong" by Aidan Hawken
18. "Damned If I Do Ya (Damned If I Don't)" by All Time Low
19. "Hot Mess" by Cobra Starship
20. "Are You Ready" Crash Boom Bang
21. "Got Me Some Love" by Keely Hawkes
22. "Stuttering" by Friday Night Boys
23. "Army Girl" by The Genders
24. "Obsession" by Ace Baker
25. "Something Wild" by The High Lonesome
26. "Burnin' Love" by Travis Tritt
27. "Laid" by Aiden Hawken
28. "She Can Dance" by Billy Trudel
29. "Monday" by Mikey & The Gypsys
30. "In It For You" ("Catch my Fall") by The Elliots
31. "Heartbeats" by Melinda Ortner
32. "Say Yes" by Elliott Smith
33. "Book of Love" by Fire! Fire!
34. "Sinner" by Big B ft. Scott Russo
35. "Mouth to Mouth" by Kaya Jones

## Saga
- American Pie (1999)
- American Pie 2 (2001)
- American Wedding (2003)
- American Pie Presents: Band Camp (2005)
- American Pie Presents: The Naked Mile (2006)
- American Pie Presents: Beta House (2007)